# Epiphyas xylodes
Epiphyas xylodes là một loài bướm đêm thuộc họ Tortricidae. Nó được tìm thấy ở Úc.